# 7954 Кітао
7954 Кітао (7954 Kitao) — астероїд головного поясу, відкритий 19 вересня 1993 року.
Тіссеранів параметр щодо Юпітера — 3,345.